# Nirwana-Fehlschluss
Den Nirwana-Fehlschluss (manchmal Nirvana-Fehlschluss, engl. nirvana fallacy), auch Trugschluss der perfekten Lösung, begeht, wer etwas Wirkliches oder Realisierbares mit einem unrealisierbaren modellhaften Ideal vergleicht und auf dieser Basis – ohne die Realitätsferne des Ideals zu berücksichtigen – ein Urteil fällt oder eine Entscheidung trifft. Wer so entscheidet, setzt sich dem Nirwana-Vorwurf aus.
Der US-amerikanische Ökonom Harold Demsetz verwendete 1969 erstmals den Begriff in der Wohlfahrtsökonomik im Zusammenhang mit der Analyse ökonomischer und politischer Institutionen. Er kritisierte damit Theorien von Cambridge-Ökonomen wie Pigou, Sidgwick oder Marshall, denen zufolge staatliche Regulierung von Märkten Marktversagen beseitigen und die gesellschaftliche Wohlfahrt verbessern könnte. Demsetz meinte, die Cambridge-Ökonomen begingen den Fehler, Ergebnisse real existierender, nicht perfekter marktlicher Institutionen mit denen zu vergleichen, die ein idealisierter Staat erzielen könnte. Sie begingen dann einen Fehlschluss, indem sie anhand dieses Vergleichs folgerten, dass der reale Staat durch Eingriffe das Marktergebnis verbessern oder sogar perfekte Ergebnisse erzielen werde. Der Schluss berücksichtige nicht die Beschränkungen denen ein realer Staat unterliege (→ Staatsversagen).

“The view that now pervades much public policy economics implicitly presents the relevant choice as between an ideal norm and an existing "imperfect" institutional arrangement. This nirvana approach differs considerably from a comparative institution approach in which the relevant choice is between alternative real institutional arrangements”

„Die Sichtweise, die heutzutage in weiten Bereichen der ökonomischen Theorie der Wirtschaftspolitik vorherrschend ist, stellt die relevante Entscheidung implizit als eine zwischen einer idealen Norm und einem vorhandenen „unvollkommenen“ institutionellen Arrangement dar. Dieser Nirvana-Ansatz unterscheidet sich beträchtlich von einem komparativen Institutionenansatz, bei dem die relevante Entscheidung die zwischen alternativen realen institutionellen Arrangements ist“

Der Begriff wurde in der neoklassischen Theorie der Wirtschaftspolitik und der Analyse von Recht und Wirtschaft in den 1970er Jahren aufgegriffen und häufig verwendet. Die Wirtschaftshistoriker Roger E. Backhouse und Steven G. Medema wiesen später auf Aussagen von Sidgwick, Marshall und Pigou hin, die sehr wohl Problembewusstsein für staatliche Beschränkungen bewiesen.
Der Fehlschluss droht nicht nur, wenn bei geplanten Staatseingriffen in reelle Märkte von einem allwissenden, uneigennützigen, wohlfahrtmaximierenden staatlichen Planer ausgegangen wird. Sondern es droht auch, wie schon Demsetz anmerkte, der entgegengerichtete Fehlschluss: wenn existierende staatliche Institutionen verglichen werden mit Gleichgewichtsmodellen von idealen Märkten unter vollständiger Konkurrenz mit Marktteilnehmern, die der Modellvorstellung des Homo Oeconomicus entsprechen. Der US-amerikanische Wirtschaftsrechtler Melvin A. Eisenberg nannte dies heavenly market fallacy, also den Trugschluss himmlischer Märkte.
Nachdem der Begriff zunächst im ökonomischen und politischen Institutionenvergleich verwendet wurde, wird er inzwischen auch gelegentlich allgemeiner verstanden, etwa als Erwartungsbildung, die sich an einem perfekten Zustand orientiert und daher in der Realität nur enttäuscht werden kann, oder als Trugschluss der perfekten Lösung, der realistische Lösungen anhand eines idealen, unmöglich erreichbaren Standards unterbewertet und verwirft.
So bezeichnet der deutsche Philosoph Daniel-Pascal Zorn Fehler im rechtspopulistischen und libertären Denken als Nirwana-Fehlschluss: Er nennt den Lügenpresse-Vorwurf, der seine Bestätigung in der enttäuschten, ins Nirwana führenden Erwartung findet, die Medien würden die Wirklichkeit haargenau abbilden, und die Annahme mancher libertärer Weltanschauungen von einer natürlicherweise unbeschränkten Freiheit des Menschen, die auch nur enttäuscht werden kann.
Der Fehlschluss lässt sich vermeiden, indem nicht ein unerreichbares Ideal, sondern reelle Bedingungen Prüfstein und Entscheidungsbasis sind. Im politischen und ökonomischen Kontext bedeutet dies, dass nur realisierte oder realisierbare institutionelle Arrangements verglichen werden sollten. Dem Marktversagen sollte die Möglichkeit eines Staatsversagens gegenübergestellt werden und umgekehrt. Die komparative Institutionenanalyse (KIA), d. h. der Vergleich reeller bzw. realisierbarer Institutionen, vermeidet dementsprechend den Fehlschluss.